# Altivasum flindersi
Altivasum flindersi (denominada, em inglês, Flinder's vase) é uma espécie de molusco gastrópode marinho do sudeste do oceano Índico, pertencente à família Turbinellidae (outrora na família Vasidae), originalmente classificada por J. C. Verco, em 1914; com sua descrição publicada no Transactions and Proceedings of the Royal Society of South Australia (página 484). Sua denominação de espécie é em homenagem a Matthew Flinders, o famoso explorador que descobriu grande parte da Austrália. Esta é a espécie-tipo do gênero Altivasum Hedley, 1914.

## Descrição da concha e hábitos
Altivasum flindersi possui uma concha de laranja-avermelhada a branca, ou salmão, com pouco mais de 15 centímetros de comprimento, quando desenvolvida; com espiral alta. Sua superfície é bastante esculpida, com projeções proeminentes, ou não. Abertura pequena, em relação à dimensão da concha. Columela dotada de pregas visíveis, porém pouco aprofundadas, esta e a abertura brancas. Opérculo curvo e córneo.
É encontrada em águas de recifes, fora da costa. Os animais da família Turbinellidae são predadores.

## Distribuição geográfica
Altivasum flindersi é uma espécie endêmica da Austrália, indo desde a Austrália Ocidental até a Austrália Meridional.

## Descrição original
A descrição original desta espécie a cita, também, como Latirus aurantiacus (um homônimo júnior de Latirus aurantiacus Montfort, 1810) e cita seu tipo nomenclatural, coletado na Austrália Meridional, sudeste do oceano Índico, em lugar denominado Backstairs Passage, um estreito.